# خوان روديس تيكسيدور
خوان روديس تيكسيدور (برشلونة، 1938 - 10 يناير 2017) كان طبيبًا إسبانيًا، أستاذًا جامعيًا وباحثًا، متخصصًا في دراسة أمراض الكبد. تم تكريمه في عام 2006 بـجائزة البحث الوطني. توفي في برشلونة في 10 يناير 2017 عن عمر يناهز 78 عامًا.

## السيرة الذاتية
أنهى دراسته في الطب عام 1963 في برشلونة، متخصصًا في الطب الباطني وأمراض الجهاز الهضمي. بعد عدة فترات تدريبية في أمراض الكبد في جامعة باريس، حيث تدرب مع الأستاذ جاك كارولي، أسس في عام 1968 وحدة أمراض الكبد في مستشفى كلينيك برشلونة، وانضم إليه الدكتور ميكيل بروغيرا.
منذ عام 1968 كان أستاذًا في الطب بجامعة برشلونة، ومنذ عام 1972 أصبح رئيس قسم أمراض الكبد في مستشفى كلينيك. كان روديس شخصية محورية في تحويل المستشفى إلى مركز حديث، حيث شجع على الابتكار والبحث الطبي، وأسس هياكل لذلك مثل مؤسسة كلينيك ومعهد البحوث الطبية الحيوية أوغوست بي سونيير (Idibaps)، لإجراء أبحاث انتقالية تربط المختبر بالممارسة السريرية.
في عام 1985 حصل على كرسي علم الأمراض الطبية بجامعة برشلونة. تمت دعوته للانضمام إلى جميع الجمعيات الدولية المتخصصة في أمراض الكبد في أوروبا والولايات المتحدة، حيث درب فرقًا إدارية وتولى رئاستها. تدرب مئات الأطباء من أمريكا اللاتينية وأوروبا في القسم الذي كان يرأسه في مستشفى كلينيك.
كان رئيسًا لجمعية الكبد الأوروبية وشارك في العديد من الدراسات حول أمراض الكبد. نشر مع فريقه أكثر من 400 مقال في أبرز المجلات الطبية عالميًا. ألف عدة كتب عن أمراض الكبد ومواضيع طبية أخرى. كانت خطوط بحثه الأساسية: الكحول وأمراض الكبد، التهاب الكبد المزمن بفيروسات B وC، سرطان الكبد، مضاعفات تشمع الكبد، والركود الصفراوي المزمن.
أنشأ مجلس أمناء المؤسسة الإسبانية لدراسة الكبد منحة د. خوان روديس لإجراء دراسات في الخارج.

### الحياة العائلية
متزوج من عازفة البيانو من بلباو، باولا تورّونتيغي، أستاذة في المعهد العالي للموسيقى في برشلونة. أنجبا ثلاث بنات: إيدويا، كلوديا، وإستيفانيا (+).

## الجوائز
- جائزة سيفيرو أوتشوا للبحث الطبي عام 1990،
- جائزة أفضل باحث في مجال أمراض الكبد من مؤسسة علوم الصحة (1998)،
- وسام سانت جوردي منحتها حكومة كتالونيا عام 2001،
- عضو دائم في الأكاديمية الملكية للطب في برشلونة عام 2001،
- وسام جوزيب ترويتا.
- وسام نارسيس مونتوريو.
- الميدالية الذهبية من حكومة كتالونيا.
- الصليب الأكبر من وسام الصحة المدنية.
- جائزة البحث الوطني غريغوريو مارانيون.
- جائزة البحث الوطني غريغوريو مارانيون|جائزة البحث الوطني (2006).
- جائزة محاضرة خوسيه خيمينيز دياز التذكارية، حصل على النسخة الثامنة والثلاثين في مايو 2006.[5]

## الكتب المنشورة
- الكحول والمرض (1990)، ISBN 84-86973-31-7.[6]
- تقنيات الفحص والتشخيص في أمراض الكبد (1990)، ISBN 978-84-345-2837-6.[6]
- الطب الباطني (2004)، ISBN 978-84-458-1318-8.[6] مجلدان مع CD-ROM
- زراعة الأعضاء: الأبعاد الأخلاقية والتنظيمية (2006)، ISBN 978-84-95163-83-7.[6]
- أمراض الكبد في إسبانيا: الحاضر والمستقبل، أهمية الإدارة السريرية كأداة لتطورها (2007)، ISBN 978-84-96910-03-4.[6]
- مستقبل الإدارة السريرية (2009)، ISBN 978-84-9751-260-2.[6]